# Cua de ventall d'Indonèsia
El cua de ventall d'Indonèsia (Rhipidura javanica) és un ocell de la família dels ripidúrids (Rhipiduridae).

## Hàbitat i distribució
Habita manglars, bambú, bosc obert, terres de conreu i matolls al sud de Myanmar, centre i sud de Tailàndia, Malaia, Cambodja i sud del Vietnam. Sumatra, incloent Riau i Lingga, Bangka i Belitung. Java, Bali, Borneo i Lombok, a les illes Petites de la Sonda occidentals.